# Canalul Navigabil Berlin-Spandau
Canalul Navigabil Berlin-Spandau, sau Berlin-Spandauer Schifffahrtskanal în germană, este un canal din Berlin, Germania. A fost construit între 1848 și 1859 după un plan creat de Peter Joseph Lenné și a fost cunoscut anterior cu numele de Canalul Hohenzollern sau Hohenzollernkanal.
Canalul lung de 12,2-kilometru (7,6 mi) leagă râul Havel la nord de Spandau și râul Spree, lângă Hauptbahnhof din Berlin. Deoarece se alătură râului Havel în amonte de ecluza râului la Spandau, acesta oferă un traseu mai direct de la Fluviului Spree la Canalul Oder – Havel.
Westhafen, cel mai mare port din Berlin cu o suprafață de 173.000 m² (42,75 acri), se află pe Canalul Navigabil Berlin-Spandau la aproximativ 4 kilometri (2,5 mi) de la capătul său estic (Fluviul Spree). Canalul Westhafen și Canalul Charlottenburg conectează, de asemenea, portul cu râul Spree, în aval, în Charlottenburg.

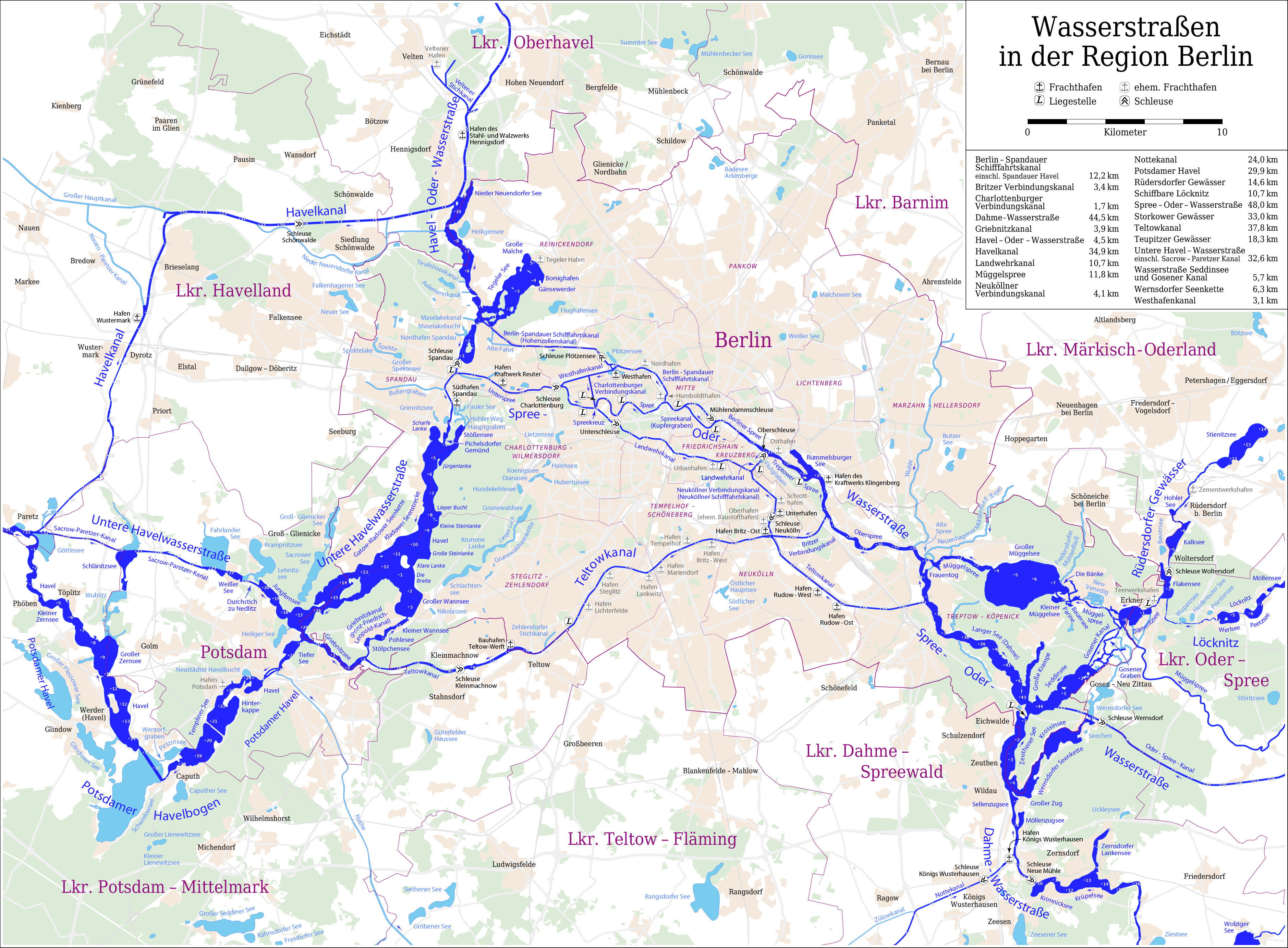
Harta căilor navigabile din regiunea Berlin
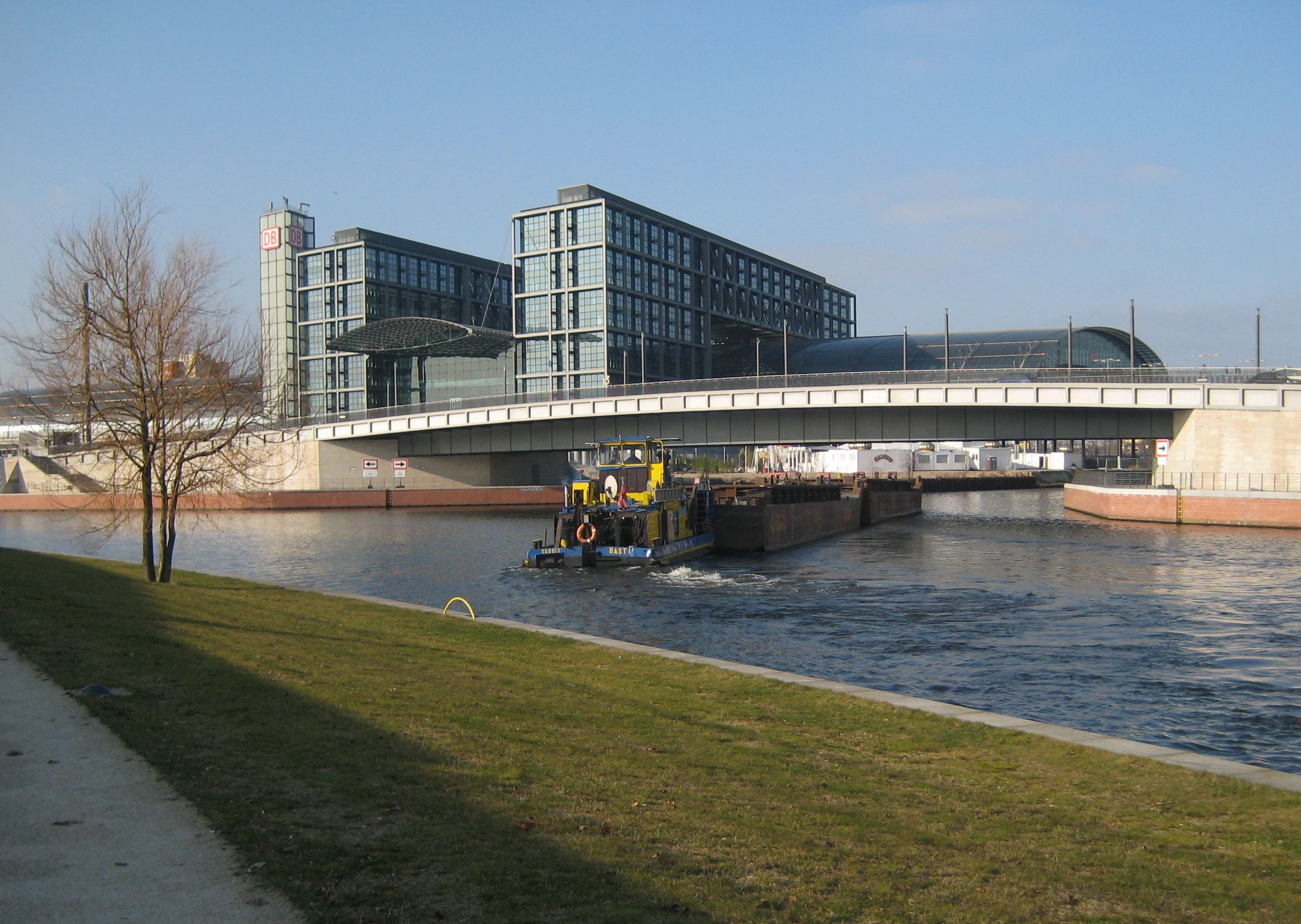
Barjă care intră în canal de la râul Spree de noul Hauptbahnhof